# Partito semitroncato
Partito semitroncato (a destra, a sinistra) è un termine utilizzato in araldica per indicare due partizioni, dalle quali risultano tre punti.
La maggioranza degli araldisti ammette il termine partito semitroncato solo per indicare la partizione in cui il partito abbia il troncato solo nel campo di sinistra. Per la partizione con il troncato a destra è preferito il termine semitroncato partito.
Per leggere correttamente questa partizione, come tutte le altre dello stesso tipo, è necessario individuare la partizione principale, riconoscibile dal fatto che non è preceduta dal prefisso semi- (in questo caso il partito), e successivamente applicare la partizione secondaria (in questo caso il -troncato) nell'ordine indicato. Questo termine equivale pertanto alla blasonatura: partito, il 1° …; il 2° troncato ….

Partito semitroncato d'argento, d'oro e di rosso.
Idem, ma rappresentato monocromaticamente.